# Eva Johansson (politiker)
För andra betydelser, se Eva Johansson.
Eva Margareta Johansson, född 18 april 1947 i Karlskoga, är en svensk politiker (socialdemokrat), som mellan 1985 (ordinarie från 1988) och 2002 var riksdagsledamot för Stockholms läns valkrets.